# (7680) Cari
(7680) Cari est un astéroïde de la ceinture principale.

## Description
(7680) Cari est un astéroïde de la ceinture principale. Il fut découvert le 16 avril 1996 à Stroncone par l'Observatoire astronomique Santa Lucia de Stroncone. Il présente une orbite caractérisée par un demi-grand axe de 2,70 UA, une excentricité de 0,21 et une inclinaison de 8,7° par rapport à l'écliptique.

## Compléments